# كارولين ماير
كارولين ماير (بالإنجليزية: Caroline Meyer)‏ (و. 1978 – م) هي مجدفة، من نيوزيلندا، ولدت في هاستينجس، نيوزيلندا، شاركت في ألعاب أولمبية صيفية 2008، وألعاب الأولمبياد الصيفية سنة 2004.

## جوائز
حصلت على جوائز منها:
- ميدالية طوماس كيلر [الإنجليزية]‏ (2016)[2]
- نيشان الاستحقاق لنيوزيلندا من رتبة ضابط ‏.

## روابط خارجية
- كارولين ماير على موقع الاتحاد الدولي للتجديف (الإنجليزية)
- كارولين ماير على موقع اللجنة الأولمبية الدولية (الإنجليزية)
- كارولين ماير على موقع أوليمبيديا (الإنجليزية)
- كارولين ماير على موقع اللجنة الأولمبية النيوزيلندية (الإنجليزية)